# Ingrid sulla strada
Ingrid sulla strada è un film del 1973 diretto da Brunello Rondi.

## Trama
La giovane finlandese Ingrid, dopo essere stata violentata dal padre, giunge in treno fino a Roma, dove si prostituisce, diventando amica di Claudia, ragazza "di vita" protetta da Renato, delinquente sadico a capo d'una banda di malviventi. Ingrid non impiega molto a rendersi conto fino in fondo della corruzione nella capitale: dopo avere subito un'ulteriore violenza da Renato e dai suoi accoliti e ad avere assistito alla tragica morte di Claudia, alla fine si suicida.